# Henryk Gaworski

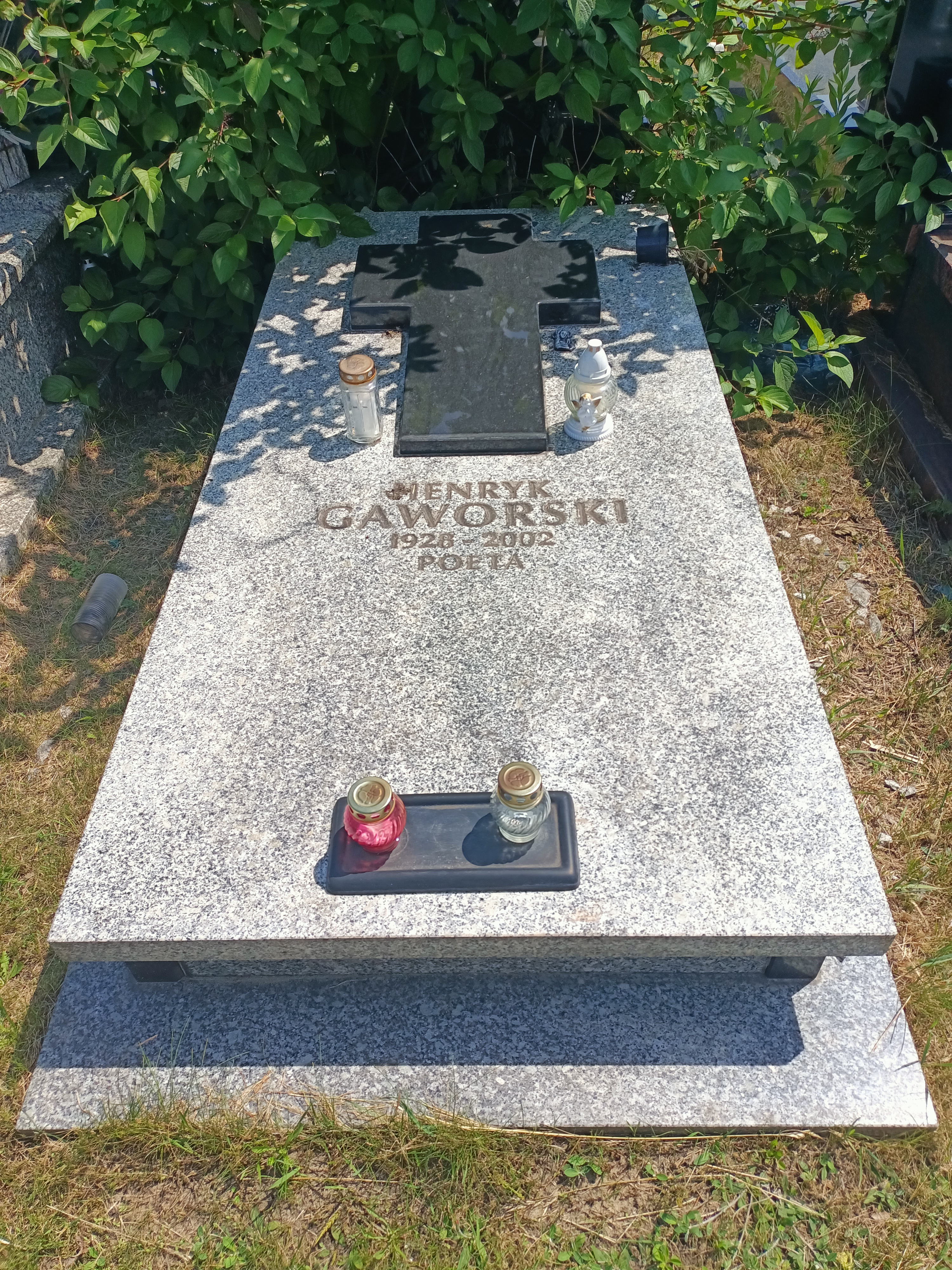
Grób Henryka Gaworskiego na Cmentarzu Północnym w Warszawie

Henryk Gaworski (ur. 13 stycznia 1928 w Zawadowie k. Bełchatowa, zm. 7 sierpnia 2002 w Warszawie) – polski poeta, prozaik i działacz kulturalny.

## Życiorys
Syn Stanisława i Zofii z domu Książek. Podczas okupacji niemieckiej uczestniczył w tajnym nauczaniu, a następnie został żołnierzem Armii Krajowej. Uczestniczył w powstaniu warszawskim, a po jego upadku został wywieziony na roboty przymusowe do Niemiec, gdzie był więziony w obozach pracy w Altengrabow, Pirmasens, Wetzlar i Giessen.
W 1945 powrócił do Warszawy. Debiutował w 1950 na łamach prasy jako poeta. W 1952 ukończył filologię polską na Uniwersytecie Warszawskim. W latach 1968–1984 był redaktorem naczelnym tygodnika „Barwy”. Pracował też m.in. w redakcji „Życia Warszawy” oraz w Polskim Radiu.
Był członkiem POP i egzekutywy PZPR w Związku Literatów Polskich. Według zasobów archiwalnych Instytutu Pamięci Narodowej był kontaktem operacyjnym służb specjalnych PRL ps. Grześ.
W latach 90. współpracował z Andrzejem Lepperem i partią Przymierze Samoobrona. W wyborach parlamentarnych w 1993 bez powodzenia kandydował do Sejmu z płockiej listy utworzonego przez to ugrupowanie komitetu Samoobrona – Leppera.
Zmarł w Warszawie, pochowany na cmentarzu Północnym na Wólce Węglowej (kwatera S-II-7-8-7).

## Twórczość
- Przed nami życie (poezje)
- Rytm serca (poezje)
- Właśnie róża (poezje)
- Odwiedziny (opowiadania) 1964
- Oczarowani (powieść) 1967
- Fotografia mówi prawdę (powieść) 1969
- Rodowód (powieść) 1969
- Gorące barwy (poezje)
- Ogólnie i osobiście (felietony)
- Nasz dom (szkice)
- Nazwanie życia (poezje)
- Jelenie jedzą klejnoty (powieść) 1978
- Na ostrzu brzytwy (opowiadania) 1986
- Skrzydła i kamienie (poezje)
- Skrzaty z wiejskiej chaty (utwory dla dzieci)
- Zielone ludziki (utwory dla dzieci)

## Krytyka
Książka Jelenie jedzą klejnoty doczekała się recenzji pióra Stanisława Barańczaka opublikowanej najpierw w prasie podziemnej, a potem w tomie Książki najgorsze. Według tej recenzji, proza Henryka Gaworskiego jest „smakowita jak sztuczny miód i pożywna jak masło Śniadaniowe”.

## Ordery i odznaczenia
- Złoty Krzyż Zasługi (11 lipca 1955)[8]